# 产乳酸球菌属
产乳酸球菌属为肉杆菌科的一个属。该属的模式种为（Lactosphaera pasteurii）。
产乳酸球菌属是束毛球菌属（Trichococcus）的异名。

## 下属物种
- Lactosphaera pasteurii (Schink 1985) Janssen et al., 1995